# Mâncio Lima

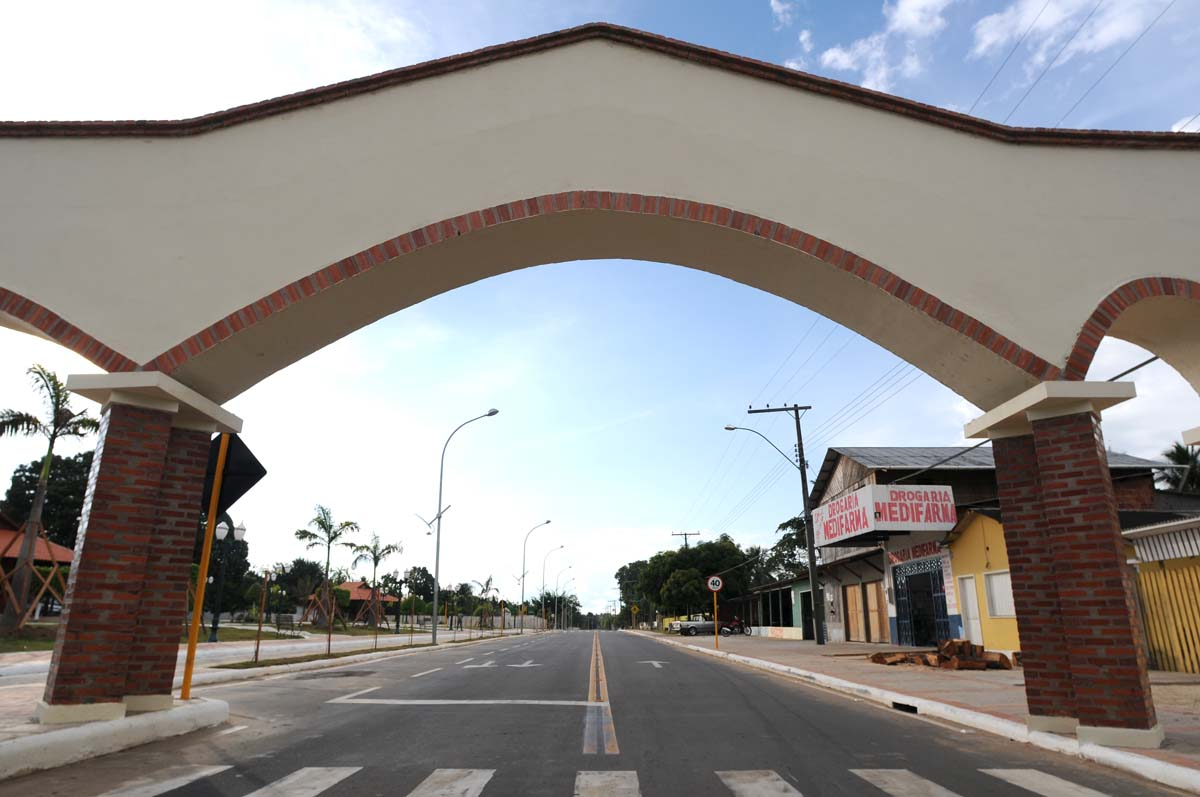
Stadteinfahrt und Hauptstraße Avenida Japiim

Mâncio Lima, amtlich portugiesisch Município de Mâncio Lima, ist eine Kleinstadt im brasilianischen Bundesstaat Acre. Sie grenzt im Westen an Peru und im Norden an den Bundesstaat Amazonas. Die Bevölkerung wurde 2024 auf 20.329 Einwohner geschätzt. Die Entfernung zur Hauptstadt Rio Branco beträgt 617 km.

## Geographie
Das Terrain von Mâncio Lima ist hügelig und liegt auf einer Höhe von 195 Metern, weiter südlich in den Serras werden 200 bis 600 Meter Höhe erreicht. Sie liegt am Ufer des Rio Moa, 30 km von der Mündung des Moa in den Rio Juruá entfernt. Nördlich der Stadt liegt die langgestreckte 250 km² große Área de Relevante Interesse Ecológico Japiim-Pentecoste, ein Sonderschutzgebiet der Kategorie ÁRIE. Mâncio Lima bildet mit Cruzeiro do Sul und Rodrigues Alves ein Städtedreieck. Landschaft und Klima sind die des Amazonischen Regenwaldes. Das Gebiet ist von vielen „Igarapés“, das sind kleinere Gewässer und Kanäle im Urwald, durchzogen. Die Natur bietet Potential für Ökotourismus.

## Geschichte
Der ursprüngliche Lebensraum der Indios war Grenzgebiet zwischen Peru, Bolivien und Brasilien und wurde erst durch den Vertrag von Petrópolis 1903 der westliche Teil des neuen Territoriums Acre. Die Stadt ging aus einem Weiler namens Japiim hervor, benannt nach einer Vogelart. Diese Siedlung lag innerhalb des Gebietes der dem Oberst Mâncio Lima (1875–1950) gehörenden Seringal Barão. 1913 wurde der Weiler zur Vila Japiim erhoben und am 30. Mai 1977 zum selbstverwaltenden Munizip Município de Mâncio Lima. Benannt ist sie nach dem Gründer, der eine bedeutende Rolle bei der politischen Gestaltung des Juruá spielte, ebenso bei der Rebellion von Cruzeiro do Sul. Heutige Geschichtsbücher beschreiben seine Rolle als Indio-Mörder und Sklaventreiber der auf seinem Besitz ansässigen Poyanawas.

## Stadtverwaltung
Stadtpräfekt (Bürgermeister) ist nach der Kommunalwahl 2016 für die Amtszeit von 2017 bis 2020 der Landwirt Isaac de Souza Lima (Isaac Lima) von dem Partido dos Trabalhadores (PT), der sich mit 5390 Stimmen durchsetzte. Isaac Lima wurde bei den Kommunalwahlen in Brasilien 2020 mit 54,32 % der gültigen Stimmen für die Amtszeit von 2021 bis 2024 wiedergewählt.
Die Legislative liegt bei der Câmara Municipal, der Stadtverordnetenkammer oder Stadtrat, aus fünf gewählten Vertretern.
Mit den Städten Cruzeiro do Sul, Marechal Thaumaturgo, Porto Walter und Rodrigues Alves bildete sie von 1989 bis 2017 die Mikroregion Cruzeiro do Sul, die wiederum mit der Mikroregion Tarauacá die Mesoregion Vale do Juruá bildet. Diese Regionen dienen geographisch-statistischen und planerischen Zwecken.

## Bevölkerung
Die Bevölkerung betrug nach der Volkszählung des IBGE von 2022 19.294 Einwohner. Die Zahl wurde vom IBGE zu 2024 auf 20.329 Bewohner geschätzt.
Sie verteilte sich 1991 mit 3575 Einwohnern auf den urbanen und mit 5917 Einwohnern auf den ländlichen, dagegen im Jahr 2010 auf bereits 8750 Personen im besiedelten Ortsbereich und geringer anwachsend auf 6456 Personen im weiträumigen ländlichen und Waldbereich.

### Bevölkerungsentwicklung
Quelle: IBGE (Angaben für 1996, 2007 und 2024 sind lediglich Schätzungen); 38,75 % der Bevölkerung waren 2010 Kinder und Jugendliche bis 15 Jahre.

### Indigene Bevölkerung
Für 2013 wurden 1506 Indigene angegeben, die in acht Walddörfern (aldeias) leben. Es sind Indios der Stämme Nukinis (Nuquinis) im Terra Indígena Nukiki (gegründet 1993, 31.921 ha), der Poyanawas (Poianauas) und Nawas, die zur Sprachfamilie der Pano-Sprachen gehören. Die Nawas galten bereits als ausgestorben, ihre Existenz wurde jedoch 2003 bestätigt. Das Territorium von Mância Lima beherbergt drei ausgewiesene Terras Indígenas (Indio-Reservate), die rund 12 % der Fläche ausmachen. Nawas und Nukinis leben am Rio Moa in der Serra do Moa und im Nationalpark Sierra del Divisor (portugiesisch Serra do Divisor), die Poyanawas um die ehemalige Seringal Barão und in größerer Nähe zur Stadt.

## Wirtschaft
Landwirtschaft ist der hauptsächliche Erwerbungszweig. Produziert werden etwas Kaffee, vor allem Maniokmehl, Palmenfrüchte (açaí) und Edelhölzer. Der Anbau sonstiger Feldfrüchte (Bohnen, Reis) Fischfang und Kleintierhaltung dient der Eigenversorgung.
| Anteile am BIP     | Anteile am BIP | Anteile am BIP | Anteile am BIP | Anteile am BIP |
| ------------------ | -------------- | -------------- | -------------- | -------------- |
| Sektor             |                |                |                | Tsd. Real      |
| Landwirtschaft     | Landwirtschaft |                | 47.086         | 47.086         |
| Dienstleistung     | Dienstleistung |                | 12.751         | 12.751         |
| Industrie          | Industrie      |                | 24.940         | 24.940         |
| Quelle: IBGE, 2014 |                |                |                |                |

## Infrastruktur
Die diagonale Bundesstraße BR-364 verbindet westlich mit Peru, östlich mit der 244 km entfernten Hauptstadt Rio Branco. In dem nahen Cruzeiro do Sul befindet sich der nächstgelegene, 13,8 km entfernte internationale Flughafen Aeroporto Internacional de Cruzeiro do Sul. Die Straßen des Ortes sind nur zu einem Teil asphaltiert, die Häuser überwiegend im Holzbau errichtet.

## Bildung
Mância Lima hatte 1991 eine Analphabetenquote von 56,5 %, die sich bei der Volkszählung 2010 bereits auf 32,1 % reduziert hatte.
Das IBGE gibt den Bestand von 41 Grundschuleinrichtungen und 7 mittleren Schuleinrichtungen an.

## Religionen
| Anzahl            | Religionsgemeinschaft      |
| ----------------- | -------------------------- |
| 10.222            | römisch-katholisch         |
| 4.118             | evangelisch-protestantisch |
| 5                 | Spiritualisten             |
| Quelle: IBGE 2010 |                            |

Größte Religionsgemeinschaft bilden die Anhänger der römisch-katholischen Kirche in Brasilien, gefolgt von Anhängern des evangelisch-protestantischen Glaubens. Mâncio Lima gehört zum Bistum Cruzeiro do Sul.